# Gouhou
Der Gouhou-Damm (chinesisch 溝後壩 / 沟后坝, Pinyin Gōuhòu Bà) war ein 71 m hoher Staudamm im Dorf Gouhou (chinesisch 沟后村, Pinyin Gōuhòu Cūn), Kreis Gonghe des Autonomen Bezirks der Tibeter Hainan in der Provinz Qinghai in China. Der Damm am Oberlauf des Tschabtscha, eines Nebenflusses des Huang He, wurde im Jahr 1988 errichtet, am 27. August 1993 brach er und verursachte eine Flutkatastrophe.

## Der Staudamm
Der 71 m hohe Staudamm bestand aus Sand und Kies mit einer Oberflächendichtung aus Zementbeton. Das Damm-Material war sehr durchlässig, und es gab schon Jahre vorher Austritte von Wasser aus dem Damm. Es gab nur wenige Messeinrichtungen.

## Die Katastrophe
Experten nehmen an, dass ein Erdbeben mit der Magnitude 6,9 nach Richter, das sich im April 1990 ereignete, den Damm geschwächt hatte. In den Wochen vor dem Bruch war der Wasserspiegel um 16 m auf nahezu Vollstau angestiegen; es war aber nicht der erste Einstau.
Die direkte Ursache war ein Leck in der Dichtung, das die Erosion des Damm-Materials zur Folge hatte. Der Beginn des Bruches wurde um 21.15 Uhr bemerkt. Die Bewohner der 13 km unterhalb gelegenen Stadt Tschabtscha (tibetisch ཆབ་ཆ Wylie chab cha, chinesisch 恰卜恰, Pinyin Qiàbǔqià) wurden per Motorrad gewarnt, aber nicht alle konnten sich retten, als um 23:50 Uhr die Flutwelle die Stadt erreichte. Berichte sprechen davon, dass 30.000 Personen evakuiert wurden, nachdem am Damm ungewöhnliche Geräusche zu hören waren.
Durch die Flutwelle kamen nach verschiedenen Angaben mehr als 240, 300, 342 oder sogar 1200 bis 1250 Menschen ums Leben; es entstand ein Sachschaden von ca. 153 Millionen Yuan oder 18 Mio. US-Dollar. Andere Angaben sprechen von 26 Mio. US-Dollar oder 25 Mio. Schweizer Franken Schaden. Die Flut hatte außerdem zur Folge, dass 3000 Menschen obdachlos wurden. 866 ha Ackerland und 1.300 ha Wald wurde überflutet.